# (24414) Anzhenhosp
(24414) Anzhenhosp es un asteroide perteneciente al cinturón de asteroides, descubierto el 13 de enero de 2000 por el equipo del Beijing Schmidt CCD Asteroid Program desde la Estación Xinglong, Hebei, China.

## Designación y nombre
Designado provisionalmente como 2000 AJ246. Fue nombrado por el Hospital Anzhen de Pekín, un hospital general especializado en el tratamiento de enfermedades vasculares cardiopulmonares. Fundado en 1984 por Yingkai Wu, fundador de la cirugía torácica y cardiovascular en China. Como centro nacional de investigación clínica de enfermedades cardiovasculares, desempeña un papel fundamental en el campo cardiovascular en China.

## Características orbitales
Anzhenhosp está situado a una distancia media del Sol de 2,612 ua, pudiendo alejarse hasta 2,971 ua y acercarse hasta 2,253 ua. Su excentricidad es 0,137 y la inclinación orbital 15,380 grados. Emplea 1542,09 días en completar una órbita alrededor del Sol.

## Características físicas
La magnitud absoluta de Anzhenhosp es 13,00. Tiene 10,010 km de diámetro y su albedo se estima en 0,111.